# Torneio Internacional de Toulon de 2012
O Torneio Internacional de Toulon de 2012 foi a quadragésima edição do torneio, que ocorreu de 23 de maio até 1 de junho. O evento, como em todos os anos, é sediado em Toulon, na região de Provença-Alpes-Costa Azul, França. A competição contou com a participação de oito seleções.
Nesta edição a seleção mexicana se consagrou como campeã pela primeira vez, após vencer a Turquia por 3 a 0 no Estádio Perruc, em Hyères.

## Participantes
| AFC      | - Japão - Turquia                                   |
| CAF      | - Egito - Marrocos                                  |
| CONCACAF | - México                                            |
| UEFA     | - Bielorrússia - França (país sede) - Países Baixos |

## Resultados

### Grupo A
| Pos. | Seleção       | Pts | J | V | E | D | GP | GC | SG |
| ---- | ------------- | --- | - | - | - | - | -- | -- | -- |
| 1    | Países Baixos | 6   | 3 | 2 | 0 | 1 | 6  | 3  | +3 |
| 2    | Turquia       | 4   | 3 | 1 | 1 | 1 | 3  | 2  | +1 |
| 3    | Egito         | 4   | 3 | 1 | 1 | 1 | 4  | 6  | -3 |
| 4    | Japão         | 3   | 3 | 1 | 0 | 2 | 5  | 7  | -2 |

### Grupo B
| Pos. | Seleção      | Pts | J | V | E | D | GP | GC | SG |
| ---- | ------------ | --- | - | - | - | - | -- | -- | -- |
| 1    | França       | 7   | 3 | 2 | 1 | 0 | 8  | 4  | +4 |
| 2    | México       | 6   | 3 | 2 | 0 | 1 | 7  | 7  | 0  |
| 3    | Marrocos     | 2   | 3 | 0 | 2 | 1 | 5  | 6  | -1 |
| 4    | Bielorrússia | 1   | 3 | 0 | 1 | 2 | 2  | 5  | -3 |

### Semifinal
| 30 de maio de 2012 | México                                               | 4 – 2     | Países Baixos     | Parc des Sports, Avinhão              |
| 17:30              | Herrera 14' · Ramírez 52' · Jiménez 54' · Fabián 78' | Relatório | van Haaren 10,19' | Árbitro: BLR Iarhei Tsynkevich (FIFA) |

| 30 de maio de 2012 | Turquia         | 1 – 0     | França | Parc des Sports, Avinhão           |
| 20:00              | Köse 19' (pen.) | Relatório |        | Árbitro: MAR Mounir Mabrouk (FIFA) |

### Terceiro Lugar
| 1 de junho de 2012 | Países Baixos                                | 3 – 2 | França                        | Stade Perruc, Hyères                        |
| 18:30              | Wijnaldum 3' · Barazite 38' · ten Voorde 80' |       | de Préville 73' · Germain 79' | Árbitro: MEX Ricardo Arellano Nieves (FIFA) |

### Final
| 1 de junho de 2012 | México                              | 3 – 0     | Turquia | Stade Perruc, Hyères                        |
| 21:00              | Ramírez 26' · Mier 71' · Pulido 78' | Relatório |         | Árbitro: BEL Ricardo Arellano Nieves (FIFA) |

## Premiação
| Torneio Internacional de Toulon de 2012 |
| --------------------------------------- |
| MÉXICO Campeão (1º título)              |

## Artilharia
| 7 gols - Marco Fabián 3 gols - Nicolas de Préville - Rick ten Voorde 2 gols - Valère Germain - Terence Makengo - Takashi Usami - Cándido Ramírez - Zakaria Labyad - Nacer Barazite - Ricky van Haaren 1 gol - Stanislaw Drahun - Mikhail Sivakov - Ahmed Eid - Omar Gaber - Marwan Mohsen - Salah Soliman - Loïck Landre | 1 gol (continuação) - Rémi Mulumba - Adrien Trebel - Hiroshi Ibusuki - Takahiro Ogihara - Manabu Saito - Zouhair Feddal - Ryane Frikeche - Yacine Qasmi - Héctor Herrera - Raúl Jiménez - Hiram Mier - Alan Pulido - Roland Alberg - Ninos Gouriye - Ben Rienstra - Giliano Wijnaldum - Emre Güral - Tevfik Köse - Eren Tozlu Gols contra - Kazuki Oiwa (contra a Turquia) - Zouhair Feddal (contra o México) |

## Classificação final
| 1. México 2. Turquia 3. Países Baixos 4. França 5. Egito | 1. Japão 2. Marrocos 3. Bielorrússia |  |  |